# Laskerpriset
Laskerpriset (Lasker Award) är en utmärkelse inom medicin, som utdelats sedan 1946. Laskerpriset utdelas i olika klasser och under något olika beteckningar; dels till insatser inom medicinsk vetenskap och dels till andra medicinska insatser, bland annat inom klinisk medicin och folkhälsoområdet.
Laskerpriset hanteras av Laskerstiftelsen, som grundades av den amerikanska reklampionjären Albert Lasker (1880-1952) och hans fru Mary Woodard Lasker (1900-1994).
De fyra huvudsakliga klasserna av Laskerpriset är:
- Albert Lasker Basic Medical Research Award
- Lasker-DeBakey Clinical Medical Research Award
- Lasker-Bloomberg Public Service Award (Omdöpt 2011 från Mary Woodard Lasker Public Service Award. Omdöpt 2000 från Albert Lasker Public Service Award.)
- Lasker-Koshland Special Achievement Award in Medical Science (utdelat från 1994)